# Geringhausen
Geringhausen ist ein Ortsteil von Nümbrecht im Oberbergischen Kreis im südlichen Nordrhein-Westfalen innerhalb des Regierungsbezirks Köln.

## Lage und Beschreibung
Der Ort liegt in Luftlinie rund 2,6 Kilometer südlich vom Ortszentrum von Nümbrecht entfernt.

## Geschichte
1447 wurde der Ort das erste Mal in einer Rechnung des Rentmeisters Joh. von Flamersfelt urkundlich als Gerrinhusin erwähnt.

## Freizeit

### Vereinswesen
- Die Postkutsche, die zwischen Nümbrecht und Wiehl fährt, ist hier bei Familie Heiner Weiß auf dem ehemaligen Sonnenhof in Nümbrecht-Geringhausen stationiert.

#### Radwege
Folgende Fahrradtour durchquert Geringhausen
Ausgangspunkt Nümbrecht
| Routen-Name | Wegzeichen | Fahrstrecke | Weglänge |
| Höhenroute  |            | Nümbrecht – Nippes – Geringhausen – Wirtenbach – Grötzenberg – Heisterstock – Elsenroth – Marienberghausen – Ölsbachtal – Nümbrecht | 28 km    |

## Bus und Bahnverbindungen

### Bürgerbus
Haltestelle Bürgerbus der Gemeinde Nümbrecht
Route: Geringhauser Mühle
- Nippes-Nümbrecht/Busbahnhof.